# Hyelopsis
Maliattha là một chi bướm đêm thuộc họ Noctuidae.